# September
För andra betydelser, se September (olika betydelser).
September är årets nionde månad i den gregorianska kalendern och har 30 dagar. Den innehåller årets 244:e till 273:e dag (245:e till 274:e vid skottår). Trots att september är den nionde månaden enligt vår gregorianska kalender betyder namnet den sjunde månaden. Det beror på att man år 153 f.Kr. flyttade årets början till januari istället för mars, där den tidigare legat.
September kallades förr i Sverige för höstmånad (se gammelnordiska kalendern), i Danmark för fiskemåned.

## Det händer i september

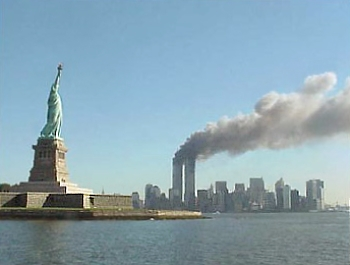
Terroristattacker i USA 2001.

### Högtider
- Fars dag firas i Australien den första söndagen i september.
- Labor Day firas i USA[1] och Kanada den första måndagen i september.
- I USA brukar minnesstunder för de omkomna i 11 september-attackerna 2001 hållas. Dagen kallas Patriot Day.[2]

### Politik

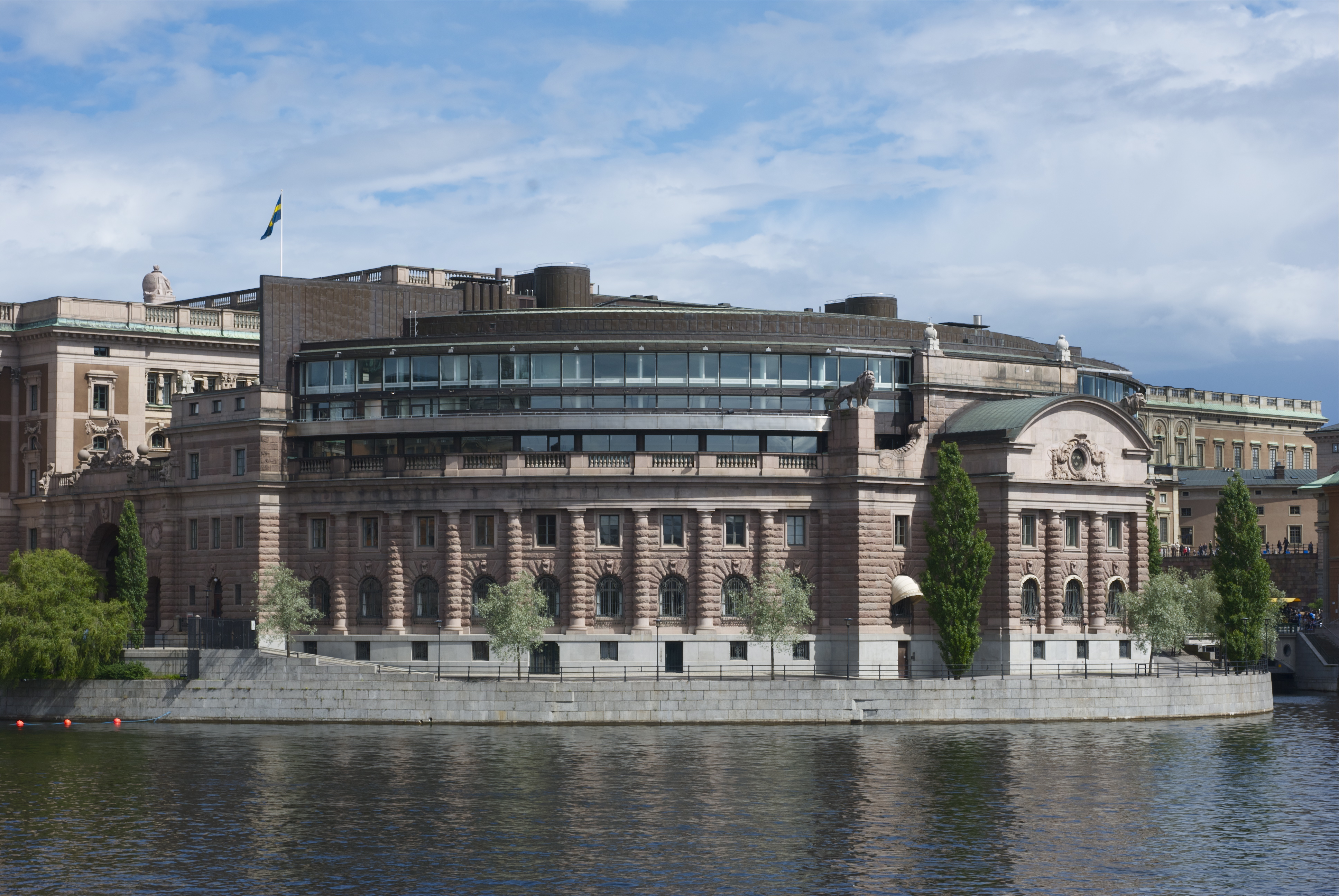
Sverige håller riksdagsval och kommunalval den andra söndagen i september vart fjärde år.

- I Nederländerna kallas den tredje tisdagen i september "prinsjesdag", och då presenterar den nederländska regeringen sin årliga budget.[3]
- Allmänna val  i Sverige till riksdag, region och kommun hålls vart fjärde år, den andra söndagen i september (var tredje söndag fram till 2010).
- Svenska kyrkan håller val till kyrkofullmäktige den tredje söndagen i september vart fjärde år, året före de allmänna valen till riksdag, landsting och kommun.

### Sport
- I Sverige brukar Svenska hockeyligan börja i september.

### Utbildning
- I många länder börjar då läsåret i skolorna.

## Samband
- September börjar alltid på samma veckodag som december.